# Nihoa crassipes
Nihoa crassipes là một loài nhện trong họ Barychelidae. Loài này phân bố ờ New Guinea.